# Gondizalves

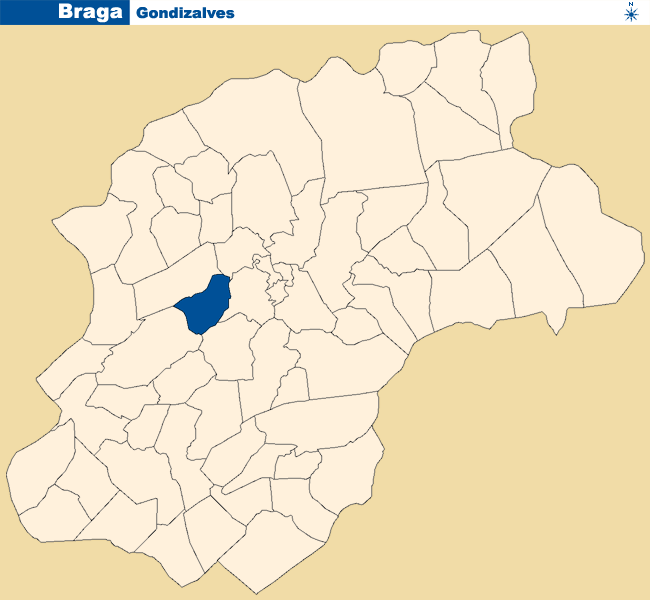

Gondizalves é uma localidade portuguesa do Município de Braga que foi sede da extinta Freguesia de Gondizalves, freguesia que tinha 1,68 km² de área e 1 441 habitantes (2011), e, por isso, uma densidade populacional de 857,7 hab/km².
A Freguesia de Gondizalves foi extinta em 2013, no âmbito de uma reforma administrativa nacional, tendo sido agregada à Freguesia de Ferreiros, para formar uma nova freguesia denominada União das Freguesias de Ferreiros e Gondizalves com a sede em Ferreiros.
A freguesia confinava com Maximinos, Semelhe, Sequeira e Ferreiros sendo atravessada pelo rio Torto.  
As datas festivas mais importantes para a freguesia são o dia do padroeiro Santo André ( 30 de Novembro) e a festa em honra de Nossa Senhora da Esperança, a qual ocorre no 2º domingo do mês de Julho, na sua capelinha, no lugar da Esperança, e que atrai inúmeros filhos da terra que residem em outras terras circundantes.  

## População
| População da freguesia de Gondizalves (1864 – 2011) | População da freguesia de Gondizalves (1864 – 2011) | População da freguesia de Gondizalves (1864 – 2011) | População da freguesia de Gondizalves (1864 – 2011) | População da freguesia de Gondizalves (1864 – 2011) | População da freguesia de Gondizalves (1864 – 2011) | População da freguesia de Gondizalves (1864 – 2011) | População da freguesia de Gondizalves (1864 – 2011) | População da freguesia de Gondizalves (1864 – 2011) | População da freguesia de Gondizalves (1864 – 2011) | População da freguesia de Gondizalves (1864 – 2011) | População da freguesia de Gondizalves (1864 – 2011) | População da freguesia de Gondizalves (1864 – 2011) | População da freguesia de Gondizalves (1864 – 2011) | População da freguesia de Gondizalves (1864 – 2011) |
| --------------------------------------------------- | --------------------------------------------------- | --------------------------------------------------- | --------------------------------------------------- | --------------------------------------------------- | --------------------------------------------------- | --------------------------------------------------- | --------------------------------------------------- | --------------------------------------------------- | --------------------------------------------------- | --------------------------------------------------- | --------------------------------------------------- | --------------------------------------------------- | --------------------------------------------------- | --------------------------------------------------- |
| 1864                                                | 1878                                                | 1890                                                | 1900                                                | 1911                                                | 1920                                                | 1930                                                | 1940                                                | 1950                                                | 1960                                                | 1970                                                | 1981                                                | 1991                                                | 2001                                                | 2011                                                |
| 248                                                 | 258                                                 | 286                                                 | 313                                                 | 335                                                 | 363                                                 | 415                                                 | 477                                                 | 583                                                 | 579                                                 | 603                                                 | 959                                                 | 1 420                                               | 1 409                                               | 1 441                                               |

## Património
- Igreja Matriz
- Capela do Senhor da Saúde (no lugar de Side)
- Cruzeiro (com relógio de sol embutido), no lugar da Esperança
- Fontanário da Quinta da Esperança (no lugar Da Esperança)
- Capelinha de Nossa Senhora Da Esperança (no lugar da Esperança)
- Nicho Das Alminhas (no lugar do Carvalho)